# John Smith (acteur)
Pour les articles homonymes, voir John Smith et Smith.
John Smith, né Robert Errol Van Orden le 6 mars 1931 à Los Angeles et mort dans cette ville le 25 janvier 1995, est un acteur américain.

## Filmographie
- 1955 : Un jeu risqué (Wichita) de Jacques Tourneur  : Jim Earp
- 1955 : Sept Hommes en colère (Seven Angry Men)
- 1955 : La Cuisine des anges (We're No Angels) de Michael Curtiz : Médecin naval
- 1959 : L'Île des femmes perdues (Island of Lost Women) de Frank Tuttle : Joe Walker
- 1964 : Le Plus Grand Cirque du monde (Circus World) de Henry Hathaway : Steve McCabe
- 1968 Le Virginien (TV) saison 7 épisode 10 (The dark corridor) : Caine Ellis
- 1970 : Le Virginien (TV) saison 9 épisode 06 (Gun quest) : Dee Garvey